# سوبارو لگاسی (نسل سوم)
سوبارو لگاسی (نسل سوم) (Subaru Legacy (third generation)) خودرویی است که در سال‌ های ۱۹۹۸ تا ۲۰۰۴ در ژاپن و ایالات متحده آمریکا تولید شده‌ است.
این خودرو در کلاس خودرو سایز متوسط قرار گرفته، طراحی آن موتور جلو، خودرو چهار چرخ محرک بوده طول آن در حالت طبیعی ۱۸۷٫۴ اینچ (۴٬۷۶۰ میلیمتر)، عرض آن در حالت طبیعی ۶۸٫۷ اینچ (۱٬۷۴۰ میلیمتر) و ارتفاع آن در حالت طبیعی ۵۵٫۷ اینچ (۱٬۴۱۰ میلیمتر) است.